# 酒井一輝
酒井 一輝（さかい かずき、1992年12月4日-）は日本の大滝登攀家。クライマーチームDORO-MAMIRE所属。長野県出身。

## 概要
沢登りに傾倒し、なかでも大滝登攀と呼ばれる大滝を対象としたクライミングを主に愛好している。多数の大滝登攀の初登攀記録があり、近年の大滝登攀の雄として知られる。

## 略歴
2019年
- 8月3-4日 南アルプス・大武川一ノ沢大滝 無雪期初登[2]。
- 8月24日 南アルプス・大武川篠沢大滝 無雪期初登[3]。
- 9月1日 足尾・松木沢小足沢大滝 無雪期初登[3]。
- 9月14-15日 剱岳・小窓尾根白萩川側フランケ下部岩壁[4]。
- 10月20日 最上川・白糸の滝 初登[3]。
- 10月21日 西吾妻・大樽川赤滝 初登[3]。

2020年
- 9月5日 飯豊連峰・内ノ倉沢七滝沢七滝 初登[5]。
- 9月21日 積丹半島・シシャモナイ大滝 初登[6]。
- 9月23日 積丹半島・兵隊岩突撃ルート 初登[6]。
- 9月26-27日 南アルプス・石空川北精進ヶ滝 無雪期初登[7]。
- 10月3-4日 南アルプス・大武川赤石沢大滝 初登[8]。
- 11月19日 奄美大島西中勝・フーチブルの滝 初登[9]。
- 11月22日 加計呂麻島・モダバルの滝 初登[9]。

2021年
- 2月20日 徳島県・千羽海崖C壁 初登[10]。
- 7月22日 志賀高原角間川・澗満滝 初登[11][12]。
- 10月16日 笠ヶ岳・穴毛大滝 初登（単独）[13]。
- 11月17日 丸島南壁 初登（アドベンチャー魂撮影で小阪健一郎、東野幸治らと）[14]。

2022年
- 5月2日 南紀・小鹿滝 第3登[15]。

## 人物
恋と同様、大滝も時に嘘をつくということを体験しており、大滝の正確な高さを知るためにレーザーファインダーを愛用している。